# Matt King (natation)
Pour les articles homonymes, voir Matt King.
Matthew King, né le 19 février 2002, est un nageur américain.

## Biographie
Matt King fait partie du relais 4 × 100 m nage libre américain médaillé de bronze aux Championnats du monde de natation 2023 à Fukuoka.

## Palmarès

### Jeux olympiques
- Jeux olympiques d'été de 2024 à Paris (France) :
  -  Médaille d'or du relais 4 × 100 m nage libre.

### Championnats du monde en grand bassin
- Championnats du monde 2023 à Fukuoka :
  -  Médaille d'or du 4 × 100 m quatre nages (participe uniquement aux séries).
  -  Médaille d'argent du 4 × 100 m nage libre mixte.
  -  Médaille de bronze du 4 × 100 m nage libre.
- Championnats du monde 2024 à Doha :
  -  Médaille d'or du 4 × 100 m quatre nages.
  -  Médaille de bronze du 4 × 100 m nage libre.
  -  Médaille de bronze du 4 × 100 m nage libre mixte.